# Gyorsúszás

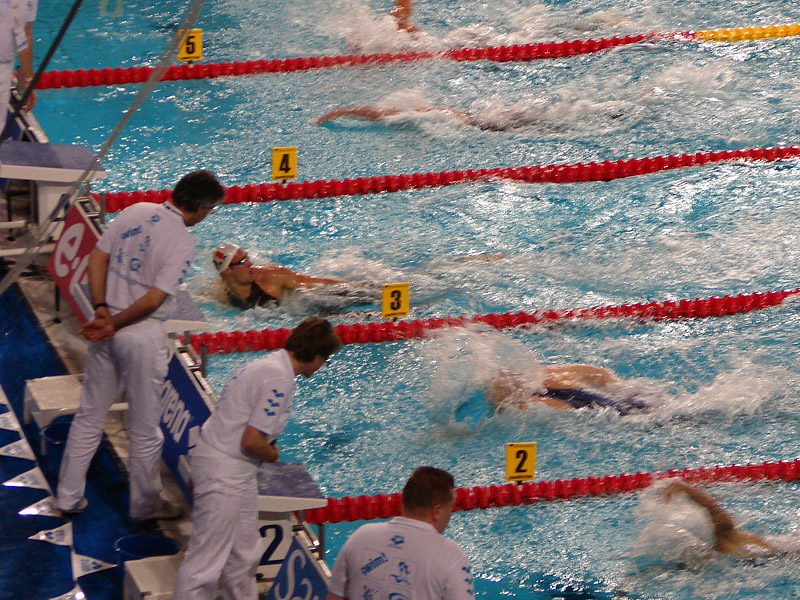
Alain Bernard világcsúcsa

A gyorsúszás a négy úszásnem leggyorsabbika. Egy összetett mozgásforma, amelyben a láb ollózó mozgást (ún. krallozást) végez, az arc a medence feneke felé néz (kivéve, amikor oldalra fordul levegővételkor), és a kezek váltva a fej fölé emelkedve nagyjából körző (malom) mozgást végeznek.

## Története
A gyorsúszás már az ókorban is ismert volt. Egy Kr.e 2000-ből származó egyiptomi domborműrészlet árulkodik erről. A nyugati világ egy 1844-ben, Londonban megrendezett úszóversenyen láthatta először ezt az úszásfajtát, ahol amerikai indiánok diadalmaskodtak a britek felett, akik barbár stílusnak vélték, ezért továbbra is mellúszásban vették fel a versenyt. A 19. század vége felé John Arthur Trudgen argentínai utazása során dél-amerikai bennszülöttektől tanulta meg a gyorsúszás fortélyait. Karjait felváltva emelte ki a vízből, majd víz alatt derékig húzta, ennek következtében erőteljesen a bal, illetve a jobb oldalára fordult, a feje pedig a víz felszíne felett volt. Trudgen stílusát egy ausztrál úszóbajnok, Richmond "Dick" Cavill fejlesztette tovább. Ez már hatékonyabb volt az addig használtnál, hiszen kiküszöbölte a lábtempó oldalirányú mozdulatait. Ez a módosított Trudgen-stílus „ausztrál stílusként” vált ismertté. Az amerikai úszó, Charles Daniels egy hatütemű lábmunkával változtatott az úszáson, amellyel megalkotta az „amerikai stílust”. Az 1920-as években ismét forradalmasították a gyorsúszás technikáját. Ritmusos kar és hatos lábtempó, magas vízfekvés, emelt könyökű karelőrevitel, és erős, hajlított karú víz alatti munka jellemezte ezt az úszótechnikát. Johnny Weissmuller volt az úttörője.
Az 1800-as évek végétől magyar úszóink jelentős szerepet játszottak a gyorsúszás fejlődésében. A 18. században a magyar nép „vad” úszásmódjára vonatkozóan egy itáliai szerző a következőképp fogalmaz: „A két kart víz felett nyújtva viszik előre, majd a víz alatt hozzák hátra. Ezzel egy időben a szétterpesztett lábak térdben meghajolnak és oldalra rúgja ki őket az úszó. A lábütemet vagy mindkét lábbal egyszerre, vagy felváltva végzik.” Elődeink úszásmódját Balogh Hugó, Hajós Alfréd, majd később Halmay Zoltán is átvette, de már hatékonyabbá téve. Az ő technikájukat erős karmunka jellemezte, lábaikat pedig, hogy kiküszöböljék a test jobbra-balra való csavarodását, egyensúlyozásra használták. Ezt a technikát „magyar tempónak” nevezték. A fej és a felsőtest megemelése miatt a testhelyzet még menedékes volt, a kartempóval malomkörzésszerű mozdulatokat végeztek. Ezzel a technikával nyert Hajós Alfréd az 1896-os, első újkori olimpián két olimpiai bajnoki címet.

## Ergonómia
Arccal lefelé való úszás során a karok nagyobb tartományban tudnak mozogni, mint például a hátúszásban, ahol nem lehet olyan könnyen a gerinc mögé húzni a kezeket. A víz feletti karmunka csökkenti az ellenállást, nem úgy, mint például a mellúszásban. A pillangóúszással ellentétben a váltakozó karcsapások amolyan gördülő mozgást idéznek elő és viszonylag állandó sebességet képesek fenntartani a ciklus során.

## Technikája

Fejünk mindig egyvonalban, egyenesen legyen a gerincünkkel. A kilégző fázisban nézzünk egyenesen lefelé a medence aljára. Belégzés közben nézzünk oldalra, egyik szemünkkel a másik fölé, vagy egyenesen nézve. A vállak forgatása a gerinc mint tengely körül történjen, a csípővel egy síkban. A sebességet a vízben nem a kar és a lábak mozgása segíti, hanem a vállak és a csípő fordulása. A pihenő karunk oldalán emelkedik felfelé a váll, míg a húzó kar oldalán kerül alulra. Mindig az egyik kar vezeti a mozgást, a másik húz vagy pihen; a váll előtti térben a karok mozgása átfedhet. Húzási fázisban az ujjhegyek-csukló-könyök egy vonalban mozog és a vonal a mozgás alatt a medence aljára mutat. Cél a minél gyorsabb vízfogás, és minél nagyobb felületű húzás egész addig, amíg a kar elhagyja a derék vonalát. Az alkar és a kéz a pihenő fázisban lazán, könyökből lógatva, nem erőből nyomul előre, inkább csak lendül. A hüvelykujj vezeti a mozdulatot. Először az ujjhegyek érnek a vízbe, aztán az alkar finom csúsztatása előre a teljes kinyújtásig, a test forduló mozgásának ritmusát követve. A törzs legfőbb feladata a vállak és a csípő közötti kapcsolat fenntartása. Oldalra fordulva minden csapással messzebbre lehet jutni: nemcsak azért, mert így áramvonalasabb a test, de ebben a pozícióban minden csapásnál pár centiméterrel előrébb is lehet nyúlni. A gerinc mint tengely, körül fordul, csakúgy mint a vállak. Próbáljuk a test forgását csípőből indítani. A lábmunka a karmunkához képest másodlagos, nem szabad hogy domináljon. Természetes, ne erőltetett mozgás legyen. Többféle ritmus elfogadható (kettes, hatos stb). Az erőteljesebb lábfejmozgás segíti a gyorsabb haladást. A lábmunka során a fröcskölés nemcsak elfogadott, hanem pozitív is, mert segíti a lábmozgás végigvezetését. Belégzés minden második vagy harmadik karhúzásra. Fontos, hogy mindkét oldalra egyaránt kényelmesen menjen a levegővétel.
Az úszósebesség a csapáshossz és a csapásszám szorzata. Az olyan úszó, aki gyorsan csapkod, de alig halad, az magas csapásszámmal és rövid csapáshosszal dolgozik: ez a rossz technikával úszók 95%-ánál igaz. Ha növeljük a csapáshosszt, minden csapással nagyobb távolságot tehetünk meg, így kisebb erővel haladunk ugyanannyit.
Gyorsúszásban két különböző rajttechnikát alkalmaznak a versenyzők: csukarajt és állórajt. Csukarajtnál, rajthelyzetben az úszók a rajtkő elülső részére állnak, lábfejük enyhén befordítva, lábujjaikkal a rajtkő elülső élébe kapaszkodnak. Az erőteljesebb elrugaszkodás érdekében a lábfejek távolsága körülbelül a váll vonalában van. A hatékony elrugaszkodás érdekében a térd 30–40 fokban hajlik. Az állórajtnál, rajthelyzetben az úszók egyik lábukkal a rajtkő elülső részére állnak, lábujjaikkal a rajthely elülső élébe kapaszkodva, míg másik lábukat az atlétikában használatos rajtnak megfelelően hátrébb helyezik el. A testsúlyt a hátsó lábra helyezik. A lábak nagyobb előre irányuló elrugaszkodó erőt közölnek ezzel a mozgással, mint a csukarajtnál. Az elrugaszkodás szöge jóval kisebb, mint annál. A rajtkövet laposan hagyja el az úszó. Folyamatosan kísérleteztek a rajt gyorsításával, hiszen rájöttek, hogy jelentősen befolyásolja időeredményüket. 25 méteren például a táv teljesítéséhez szükséges időnek 25%-át a rajt ideje teszi ki. A fordulás a rajthoz hasonlóan nagyon fontos része a versenyúszásnak. A gyorsúszás bukófordulója leginkább egy előrebukfenchez hasonlítható, pontosabban egy háromnegyed bukfenc előre a test szélességi tengelye mentén, majd ezt követően egy elfordulás a test hosszúsági tengelye körül. Az úszók a táv végén csökkentik a levegővételek számát, erőteljesebb lábmunkát végeznek, és a tempóhossz csökkentése nélkül ujjheggyel érintik a falat.

## Szabályok
Az olimpiákon és egyéb versenyeken a freestyle (szabad stílus) jelenti a gyorsúszást. A freestyle-nak nevezett úszószámban ugyanis valóban szabadon választott technikával lehet úszni. A szabály csupán annyi, hogy a medence mindkét végét meg kell érinteni a fordulóknál, valamint nem szabad függeszkedni a medence szélén és a sávokat elválasztó kötélbe csimpaszkodni. Alacsonyabb szintű versenyeken tehát tényleg nincs más megkötés: úszhatunk, ahogy a leggyorsabbak vagyunk. Az olimpiai játékokon azonban azt is kikötik, hogy nem lehet más, szabályozott úszásnemben úszni (azaz háton, mellben vagy pillangóban), de lehet bármilyen nem szabályozott technikával: háton úgy, hogy egyszerre csapkodunk a két karunkkal és békatempózunk a lábunkkal, és bizony kipróbálhatjuk a kutyaúszást is. A rajtkőről való elugrást követően maximum 15 méteren át lehet siklani a víz alatt. Ezután fel kell jönni a víz felszínére és úszni kell. Forduláskor egy testrésznek érintenie kell a falat. Általában a fordulás utáni elrugaszkodáskor. A gyorsúszás szabályai megengedik ugyan, hogy a célba érésnél a versenyző bármely testrészével érintse a falat, de ezt általában ujjheggyel teszik.

## Gyorsúszás az olimpiákon
Az első három olimpián még nyílt vízben úsztak a versenyzők. Első újkori olimpiai bajnokunk, Hajós Alfréd 100 (1:22.2) és 1200 méteres gyorsúszásban is olimpiai bajnok lett. Az 1904-es St. Louisban megrendezett játékokon egy mesterséges tóban tartották a versenyeket. Halmay Zoltán 100 (1:02,8) és 50 (28,0) méteres gyorsúszásban szerzett elsőséget, így két aranyéremmel tért haza. Az 1908-as londoni olimpia óta 50 méteres medencében rendezik az úszóversenyeket. Ez az első olimpia, ahol már a maihoz hasonló úszószámok állandósultak: a 100, 400 és 1500 méteres gyorsúszás, a 100 méteres hátúszás, a 200 méteres mellúszás és a 4×200 méteres gyorsváltó. Nők először 1912-ben úszhattak az olimpián, és akkor is csak 100 méteres gyorsúszásban, illetve a 4×100 méteres váltóban. Az ötszörös olimpiai bajnoknak, Johnny Weissmüllernek az 1924-es párizsi olimpián egy percen belülre sikerült letornáznia a 100 méteres gyorsúszás rekordját. Rajtkövet csak 1936-tól használtak. A berlini olimpián Csik Ferenc már rajtkőről indulhatott, amikor megnyerte a 100 méteres gyorsúszás versenyszámát. Az 1952. évi nyári olimpiai játékokon, Helsinkiben Szőke Katalin 100 méteres gyorsúszásban bizonyult a legjobbnak. Az ausztrál úszócsodának, Dawn Frasernek sikerült egyazon egyéni versenyszámban háromszor is diadalmaskodnia: 1956-1960-1964-ben a 100 méteres gyorsúszás királynője volt. A kilencszeres olimpiai bajnok Mark Spitz két világcsúcsot úszott gyorsúszásban az 1972-es müncheni olimpián. 51,22 s idővel nyerte a 100 m-es és 1:52,78 perces idővel a 200m-es gyorsúszást. A nyolcszoros olimpiai bajnok Matt Biondi hét gyorsúszó rekordot is felállított, hármat 50 méteren, négyet 100 méteren. Kristin Otto, a keletnémet színekben versenyző úszónő volt az első nő, aki hat olimpiai aranyérmet nyert egyetlen olimpián. 1988-ban többek között 50 és 100 méter gyorson és a 4×100-as méteres női gyorsváltóban lett első. Minden idők legeredményesebb úszója, Michael Phelps inkább pillangóúszásban jeleskedett, de 2008-ban a pekingi olimpián 200 méteres gyorsúszásban is aranyérmet nyert.
- Férfi gyorsúszó (freestyle) számok az olimpiákon:
- 50 méter, világcsúcstartó: 20.91 - Cesar Cielo (brazil) - 2009
- 100 méter, világcsúcstartó: 46.91 - Cesar Cielo (brazil) - 2009
- 200 méter, világcsúcstartó: 1:42.00 - Paul Biedermann (német) - 2009
- 400 méter, világcsúcstartó: 3:40.07 - Paul Biedermann - 2009
- 1500 méter, világcsúcstartó: 14:31.02 - Sun Yang (kínai) - 2012
- 4×100 méter gyorsváltó, világcsúcstartó: 3:08.24 - USA (Michael Phelps, Garrett Weber-Gale, Cullen Jones, Jason Lezak) - 2008
- 4×200 méter gyorsváltó, világcsúcstartó: 6:58.55 - USA (Michael Phelps, Ricky Berens, David Walters, Ryan Lochte) - 2009
- Női gyorsúszó (freestyle) számok az olimpián:
- 50 méter, világcsúcstartó: 23.73 - Britta Steffen (német) - 2009
- 100 méter, világcsúcstartó: 52.07 - Britta Steffen - 2009
- 200 méter, világcsúcstartó: 1:52.98 - Federica Pellegrini (olasz) - 2009
- 400 méter, világcsúcstartó: 3:58.37 - Katie Ledecky (amerikai) - 2014
- 800 méter, világcsúcstartó: 8:11.00 - Katie Ledecky - 2014
- 4×100 méter gyorsváltó, világcsúcstartó: 3:30.98 - Ausztrália (Bronte Campbell, Melanie Schlanger, Emma McKeon, Cate Campbell) - 2014
- 4×200 méter gyorsváltó, világcsúcstartó: 7:42.08 - Kína (Yang Yu, Zhu Qianwei, Liu Jing, Pang Jiaying) - 2009

A gyorsúszás az olimpiákon is látható vegyesúszás egyik neme.